# Luca Engstler

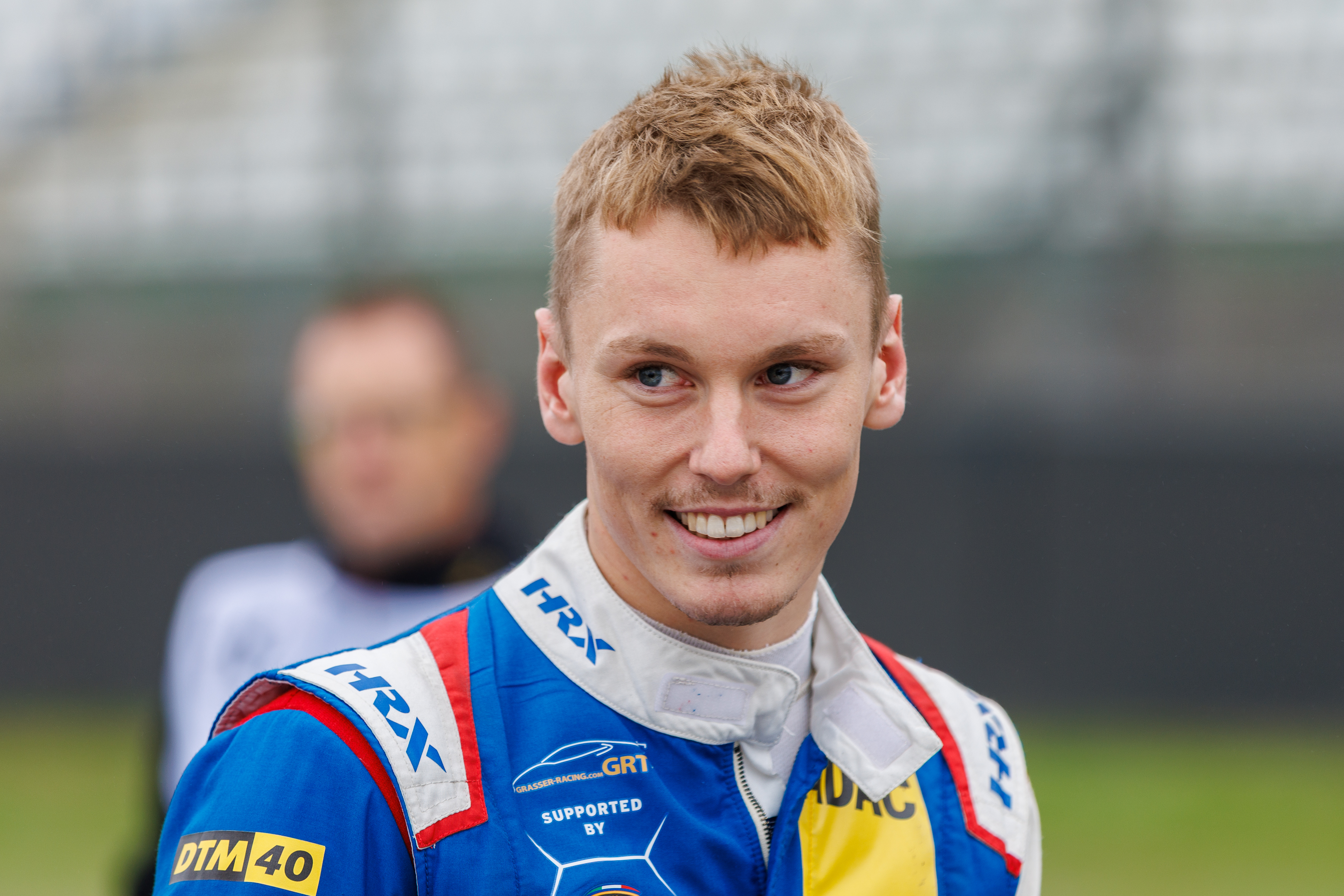
Luca Engstler beim DTM-Lauf in Hockenheim 2024

Luca Engstler (* 8. März 2000 in Wildpoldsried) ist ein deutscher Automobilrennfahrer und der Sohn von Franz Engstler. Er gewann 2021 den Juniortitel des Tourenwagen-Weltcups und die ADAC TCR Germany. Von 2017 bis 2021 startete er in verschiedenen TCR-Serien in Deutschland, Asien und im Mittleren Osten. 2022 fuhr er für Rutronik Racing im Audi-Werksteam in der ADAC GT Masters. 2023 stieg Luca Engstler (Engstler Motorsport) im Audi R8 LMS GT3 evo II zusammen mit Sponsor LIQUI MOLY in die DTM ein. 2024 startet Luca Engstler für das österreichische Team Grasser Racing Team in einem Lamborghini Huracán GT3 Evo2 in seine zweiten DTM-Saison und gehört fortan zum Lamborghini Young Driver Nachwuchskader.

## Karriere

### Anfänge
Von 2009 bis 2014 startete Engstler in verschiedenen Kartserien in Deutschland. 2015 und 2016 trat er im Team seines Vaters, dem Liqui Moly Team Engstler, in der Deutschen Formel-4-Meisterschaft an.

### Tourenwagen
2017 folgte der Umstieg in den Tourenwagensport, dem Hauptbetätigungsfeld von Engstler Motorsport. 2017 startete Engstler in der TCR Germany auf einem VW Golf GTI TCR und gewann auf Anhieb den Junior Titel. Ende 2017 wurde er Dritter in der TCR Middle East.
In der Saison 2018 startete Engstler in drei Meisterschaften: ADAC TCR Germany, TCR Asia Series und TCR Middle East. Zu Beginn der Rennsaison gewann er zusammen mit Florian Thoma, Jean Karl Vernay und Benjamin Leuchter die TCE/TCR-Klasse beim 24-Stunden-Rennen von Dubai 2018. Mit dem zweiten Platz in der ADAC TCR Germany und den Meistertiteln in Asien und Middle East wurde er zu einem der erfolgreichsten Fahrer in der TCR-Kategorie. Mitte 2018 erfolgte der Umstieg vom VW Golf zum Hyundai i30 N TCR.
2019 startete Luca Engstler erneut in der TCR Asia Series sowie in der TCR Malaysia und der TCR Europe im Team M1RA Motorsport von Rennfahrer Norbert Michelisz. Während er sich in Asien beide Meistertitel sicher konnte, lief es in der TCR Europe weniger erfolgreich. Nach einem schweren Unfall auf dem Hungaroring und einiger technischer Defekte konnte er sich auf dem Red Bull Ring einen Sieg sichern und wurde Neunter in der Gesamtwertung. Mit Engstler Motorsport bzw. BRC Racing absolvierte Engstler auf dem Slovakiaring und beo, Macau Grand Prix Gaststarts im Tourenwagen-Weltcup und fuhr dort jeweils in die Top 10. Zusätzlich absolvierte er einen Lizenzlehrgang für die Nordschleifen Permit und bestritt erfolgreich einige Rennen in der VLN Langstreckenmeisterschaft Nürburgring.
2020 wurde Engstler in den Fahrerkader von Hyundai Motorsport aufgenommen und es erfolgte der Einstieg in den Tourenwagen-Weltcup mit dem Engstler Hyundai N Liqui Moly Racing Team an der Seite von Nicky Catsburg. Die Saison wurde durch die COVID-19-Pandemie und stark verkürzt. Vor Saisonbeginn und vor COVID sicherte er sich erneut den Titel in der TCR Malaysia. Beim 24-Stunden-Rennen auf dem Nürburgring 2020 wurde er mit Hyundai Motorsport Dritter in der TCR-Klasse.
Zur Saison 2021 erfolgte der Umstieg auf den Hyundai Elantra N TCR und Engstler bekam einen neuen Teamkollegen: Jean Karl Vernay. Zusammen starteten sie in eine erfolgreiche Saison direkt mit einem Doppelsieg auf dem Nürburgring. Engstler sicherte sich beim letzten Lauf beim Sochi Autodrom den Junior-Driver-Titel im Tourenwagen-Weltcup 2021. Gekrönt wurde das Jahr durch den Titel in der ADAC TCR Germany, wo er im Hyundai Team Engstler mit einem Hyundai i30 N TCR startete. Damit wurde er zum erfolgreichsten Fahrer der TCR-Kategorie.

### ADAC GT Masters
Am 20. Januar 2022 wurde bekannt gegeben, das Engstler in den Fahrerkader von Audi Sport aufgenommen wurde. Er startet nun für Rutronik Racing im ADAC GT Masters 2022.

### DTM
2023 bestritt Luca Engstler als AUDI Werksfahrer seine erste Saison in der DTM für das Team Engstler Motorsport und LIQUI MOLY in einem Audi R8 LMS GT3 evo II.
Kurz vor Beginn der DTM-Saison 2024 wechselt Luca Engstler als Young Driver zum italienischen Hersteller Lamborghini und ging in seiner zweiten DTM-Saison mit einem Lamborghini Huracán GT3 Evo2 für das österreichische Grasser Racing Team an den Start und gewann – von P4 gestartet – das zweite Saisonrennen am Auftaktwochenende in Oschersleben. Es war sein erster Sieg in der Traditionsserie.

### Fanatec GT World Challenge Europe
2023 startete Luca Engstler für das Scherer Sport Phönix Team gemeinsam mit Kelvin van der Linde und Nicki Thiim in einem Audi R8 LMS Evo II beim 75. 24-Stunden-Rennen von Spa-Francorchamps, (CrowdStrike 24 Hours of Spa) und belegt nach 537 gefahrenen Runden Platz 3.